# Flying Nun Records
Flying Nun Records ist ein Independent-Label ursprünglich aus Christchurch, Neuseeland. Das Label wurde 1981 von Musikladenbesitzer Roger Shepherd gegründet. Bekannt und beliebt für seine eher antikommerzielle „do-it-yourself“ Ästhetik, vertritt das Label verschiedene Bands aus einer Vielzahl von Genres, obwohl es oft mit dem „Dunedin Sound“ verknüpft ist. Seit 2012 hat Flying Nun seinen Sitz in Auckland.

## Geschichte

### 1981–1990
Flying Nun Records wurde 1981 in Christchurch von Musikladenbesitzer Roger Shepherd gegründet. Laut eigener Aussage im Dokumentarfilm ‚Heavenly Pop Hits‘ wollte er junge einheimische Bands aufnehmen, die sonst wenige Chancen hatten, Platten aufzeichnen zu lassen. Bereits seit den Anfängen des Labels ist auch der Musiker Chris Knox aus Dunedin sehr aktiv, zunächst indem er ein tragbares Vierspuraufnahmegerät kaufte, um Bands in den 1980er Jahren in Dunedin und Christchurch und dann auch in Wellington und Auckland aufzunehmen.
In den späten 1970er gab es in Neuseeland eine Welle von neuen Post-Punk-Bands und verschiedenen neuen Independent-Labels. 1980 zum Beispiel begann Propeller Records einige Auckländer Bands aufzunehmen. Flying Nun, eins der frühesten Beispiele, konzentrierte sich am Anfang auf die Südinsel Neuseelands. Vorher hatte Neuseeland keine etablierte Musikaufnahmeindustrie.
Roger Shepherd wollte zunächst einmal aus Christchurch stammende Musik aufnehmen, aber bald wurde die in Dunedin aufkommende Musik auch gefördert. Flying Nun ist seitdem für den „Dunedin Sound“ bekannt – eigentlich ein kontroverser Begriff, der von Roger Shepherd geprägt wurde[1] – der sich als LoFi, gitarrenorientierter „Jangle-Pop“ beschreiben lässt. Den Dunedin Sound vertreten Bands wie The Clean, The Chills, The Verlaines und Straitjacket Fits, alle  klassische Beispiele für den frühen Flying Nun-Ton. Das Label vertrat aber eine Vielzahl von Genres, inklusive Garage-Rock, Indie-Pop, Noise- und Hard-Rock. Bands wie The Skeptics zum Beispiel versuchten einen härteren, komplexen Stil zu etablieren, The Dead C experimentierten mit Improvisation, Elektro und geschichteten Gitarren.
"Tally Ho!", die erste Single von The Clean, wird oft als die erste Flying Nun-Veröffentlichung angesehen, vermutlich wegen ihres unerwarteten Erfolgs, denn sie stieg schnell auf Platz 19 in der neuseeländischen Charts. Tatsächlich folgte „Tally Ho!“ aber erst kurz nach der Single „Ambivalence“ von The Pin Group, die die tatsächliche erste Veröffentlichung des Labels war. Tally Ho! war mit einem Budget von knapp $50 aufgenommen worden und der Erfolg der Single bescherte dem Label in den frühen Tagen dringend benötigte Geldmittel. 1982 sicherte die „Dunedin Double-EP“ dieser südlichen Stadt einen prominenten Platz in der neuseeländische Independent-Musik-Szene. Diese EP enthielt vier Bands auf vier Seiten (zwei 12-Zoll-Platten): The Chills, Sneaky Feelings, The Stones und The Verlaines. Am Anfang gab das Label ausschließlich EPs und Singles heraus, erst ab 1982 wurden die ersten LPs gepresst.
Flying Nun ließ den Bands völlig freie Hand bei ihrem Sound, der Albumkunst und der Albumlänge. Das Label war nie sehr vom Gewinn motiviert – seine ausdrückliche Absicht war einfach gute lokale Bands zu produzieren.
Viele der denkwürdigen früheren Bands waren nur kurz aktiv, ehe sie sich auflösten, oft bereits nach nur ein oder zwei Alben, so zum Beispiel The Stones (1982–83) and Look Blue Go Purple (1985–88). The Clean, eine der einflussreichsten Flying Nun-Bands und ein oft als Paradeexemplar des Dunedin Sounds bezeichnet, war eigentlich für die meiste Zeit in den 1980er Jahren getrennt.

### 1990–2009
1990 stieg das Album „Submarine Bells“ von The Chills auf Platz 1 in den neuseeländischen Charts. Im gleichen Jahr  erwarb das Label Festival Records einen 50 % Anteil an Flying Nun. Festival übte in dieser Zeit etwas Einfluss auf den Inhalt und Stil aus, zum Beispiel wurden die Headless Chickens überzeugt, Sängerin Fiona MacDonald zu einem permanenten Mitglied der Band zu ernennen, aber Flying Nun war immer noch ziemlich selbstständig. 1994 sorgten die Headless Chickens für den ersten Platz-1-Hit bei Flying Nun mit ihrer Single „George“.
In den frühen 1990er Jahren, als Bands wie The Chills und Bailter Space in die USA umgezogen waren und viele der ursprünglichen Flying Nun-Bands sich ausgelöst hatten, begann für das Label eine neue Epoche. Viele neue Bands entstanden in den 1990er unter den Flying Nun-Label, wie zum Beispiel die Pop-Rock-Band „Garageland“. The D4, mit ihrem schnellen, harten Rock-’n’-Roll-Stil, veröffentlichten ihr erstes Album im Jahr 1999 und erreichten zu internationalem Erfolg, besonders in den USA und Großbritannien.
Matthew Bannister von den Sneaky Feelings veröffentlichte im Jahr 1999 sein Buch Positively George Street: A Personal History of the Sneaky Feelings and the Dunedin Sound, das sich mit der neuseeländischen Musikindustrie der 1980er beschäftigt, einschließlich Flying Nun Records. Das Buch war recht kritisch gegenüber Flying Nun und besonders in Bezug auf Chris Knox.
Festival Records und Mushroom Records schlossen sich im Jahr 2000 zusammen, wobei Flying Nun mit in die Festival-Mushroom Records-Gruppe eingebracht wurde. 2006 erwarb Warner Music Group Festival Mushroom Records und kaufte gleichzeitig 100 % von Flying Nun Records. Roger Shepherd verließ 1999 das Label und schwor nie wieder in der Musikindustrie zu arbeiten.

### Seit 2009
Trotzdem kam Shepherd zehn Jahre später zurück, um Flying Nun Records zu retten. 2009 orchestrierte er den Rückkauf von Warner zusammen mit anderen Investoren, um das Label wieder in neuseeländischen Besitz zu bringen. Der neuseeländische Musiker Neil Finn, seine Frau Sharon und ein weiterer Geschäftspartner besitzen nun zusammen ein Viertel des Labels.
Das New York Label ‚Captured Tracks‘ haben seit 2013 eine große Auswahl aus dem ehemaligen Flying Nun-Katalog vertrieben. Im gleichen Jahr wurde Flying Nun enger mit dem Indie-Label Arch Hill Records verbunden, so dass  eine Auswahl der Arch Hill-Künstler nun auch unter dem Flying Nun Label veröffentlicht. Beide Labels haben einen gemeinsamen Musikladen und Vertrieb namens „Flying Out“ eröffnet.
Verschiedene erfolgreiche neuseeländische alternative Bands sind in ihrer Karriere wenigstens einmal  von Flying Nun unter Vertrag genommen worden. Das Label hat einen Ruf für einzigartige, originelle Musik und wurde von MTV als eins der weltweit  einflussreichsten Indie-Labels beschrieben. Die australische Jugendradiostation „Triple J“ veröffentlichte im Jahr 2000 eine Liste der dreißig besten neuseeländischen Musiker aller Zeiten, wovon zwanzig Flying Nun-Künstler waren.

## Künstler

### 1981 bis Mitte der 1990er (Auswahl – alphabetisch)
Schon in den frühen Tagen des Labels gab es eine sehr breit gefächerte Mischung von Bands.
- The 3Ds
- Able Tasmans
- The Axemen
- Bailter Space
- The Bats
- The Bilders
- Bird Nest Roys
- Bored Games
- The Chills
- The Clean
- Chris Knox
- Crude
- David Kilgour
- The Dead C
- Dead Famous People
- The DoubleHappys
- The Expendables
- From Scratch
- Alastair Galbraith
- The Great Unwashed
- Headless Chickens
- Jean-Paul Sartre Experience
- Look Blue Go Purple
- Mainly Spaniards
- Marching Orders
- The Max Block
- The Netherworld Dancing Toys
- The Pin Group
- The Puddle
- The Renderers
- Scorched Earth Policy
- The Skeptics
- Snapper
- Sneaky Feelings
- The Stones
- Straitjacket Fits
- Tall Dwarfs
- The Terminals
- The Verlaines
- The Vibraslaps

### Mitte der 1990er bis 2009 (Auswahl – alphabetisch)
Mitte der 1990s hatten die meisten ursprünglichen Bands sich entweder getrennt oder nach anderen Labels Ausschau gehalten oder waren ins Ausland umgezogen. Eine neue Generation von Bands wurden bei Flying Nun unter Vertrag genommen.
- Alec Bathgate
- Betchadupa
- Bike
- Bressa Creeting Cake
- Chug
- The D4
- Dimmer
- Garageland
- Gerling
- Ghost Club
- High Dependency Unit (alias HDU)
- Jean-Paul Sartre Experience (alias JPS Experience)
- King Loser
- Love’s Ugly Children
- The Mint Chicks
- Pan Am
- Pavement
- The Phoenix Foundation
- Shocking Pinks
- The Subliminals
- Superette

### 2009–2017 (Auswahl – alphabetisch)
Seit dem Rückkauf von Flying Nun durch Roger Shepherd und andere, deren Wunsch es war, das Label wieder in neuseeländischem Besitz zu sehen, hat das Label eine neue Reihe von Künstlern, deren Genres ebenso breit gefächert sind wie in früheren Jahren.
- Aldous Harding
- Badd Energy
- Die! Die! Die!
- Fazerdaze
- Grayson Gilmour
- The Courtneys
- Ghost Wave
- Mermaidens
- Shayne Carter
- Street Chant
- Surf Friends
- Tiny Ruins

## Kompilationsalben (chronologisch)
Flying Nun hat im Laufe der Jahre mehrere Kompilationsalben verschiedener Künstler veröffentlicht.
- Dunedin Double-EP (1982)
- The Last Rumba  (1983)
- A Flying Nun Sampler (1985)
- Tuatara – A Flying Nun Compilation (1986)
- Outnumbered by Sheep (1986)
- In Love with These Times (1989)
- Roger Sings the Hits (1991)
- Getting Older 1981–1991 (1991)
- Pink Flying Saucers over the Southern Alps (1991)
- Beyond the Jangle (1993)
- 12 Hours Fast (UK 1993)
- AK-79 (Mit Propeller Records 1993)
- Shrew’d: A Compilation of NZ Women's Music (1993)
- Something for the Weekend (Europa 1994)
- Abbasalutely (1995)
- Sampler 95 (1995)
- Super Trouper (1995)
- The Sound Is Out There (1995)
- 15 (1995)
- Pop Eyed (1996)
- Heaven ?! 81-96 (Frankreich 1996)
- Topless Women Talk About Their Lives (Film-Soundtrack 1997)
- God Save the Clean, A Tribute to the Clean (1998)
- How Much for Trade?  (1998)
- Scarfies (Film-Soundtrack 1999)
- Under the Influence (2002)
- Speed of Sound (2003)
- Very Short Films (Musik-Video Kompilation-DVD) (2003)
- Second Season (Musik-Video Kompilation-DVD) (2004)
- Better Production, Wider Appeal (2005)
- Where in the World Is Wendy Broccoli? (2005)
- Flying Nun 25th Anniversary Box Set (2006)
- Whatever I Do It’s Right – Flying Nun Spring Sampler (2010)
- Tally Ho!: Flying Nun's Greatest Bits (2011)
- Time to Go: The Southern Psychedelic Moment 1981–1986 (2012)